# 艾根地区贝恩施塔特
艾根地区贝恩施塔特（德語：Bernstadt auf dem Eigen，官方拼写为，發音：[ˈbɛʁnʃtat ʔaʊf deːm ˈʔaɪɡn̩] ⓘ）是德国萨克森州格尔利茨县的城市，面积52平方千米，2023年12月31日人口为3,173人。